# Cagnes-sur-Mer
Cagnes-sur-Mer je město v jihovýchodní Francii v regionu Provence-Alpes-Côte d'Azur v departementu Alpes-Maritimes. Žije zde přibližně 53 tisíc obyvatel. Je součástí Francouzské Riviéry, přičemž leží v blízkosti města Nice na pobřeží Středozemního moře. Je zároveň největším předměstím Nice, přičemž se rozkládá v zátoce a má asi čtyři kilometry pobřeží. Sousedí s obcemi Saint-Laurent-du-Var a Villeneuve-Loubet. Partnerským městem Cagnes-sur-Mer je Pasov v Německu.